# 勅使河原直重
勅使河原 直重（てしがわら なおしげ、生年不明 - 建武3年（1336年））は、日本の鎌倉時代から南北朝時代にかけての武士。左衛門尉。『太平記』では勅使河原丹三郎で知られる。子に貞直、光重か。
勅使河原氏は武蔵七党の一つ丹党の流れを汲む。
南北朝の動乱が勃発すると、直重は南朝方として新田義貞に従う。後醍醐天皇や義貞と対立し一時は九州へ没落していた足利尊氏が、勢力を巻き返し軍勢を率い京へ進軍してくると、義貞は迎撃するが大渡で敗れた。『太平記』によると、大渡で敗れた直重は三条河原で奮戦するも、後醍醐が比叡山へ脱出したことを知ると悲嘆し、羅城門近くで子と共に自刃した。
大正4年（1915年）、従四位を追贈された。